# Athyrium erythropodum
Athyrium erythropodum är en majbräkenväxtart som beskrevs av Bunzo Hayata. Athyrium erythropodum ingår i släktet Athyrium och familjen Athyriaceae. Inga underarter finns listade.